# عری
عری (به عربی: عری) یک روستا در سوریه است که در سویدا واقع شده‌است. عری ۶٬۱۳۶ نفر جمعیت دارد.